# Eric Watson (Fotograf)
Eric Watson (* 9. September 1955 in Newcastle upon Tyne, Tyne and Wear, England; † 18. März 2012 in Rye, East Sussex, England) war ein britischer Fotograf und Regisseur von Musikvideos. Bekannt wurde er vor allem durch seine Zusammenarbeit mit dem Synth-Pop-Duo Pet Shop Boys, deren visuellen Stil er in der frühen Phase der Band maßgeblich mitprägte.

## Leben
Eric Watson wurde 1955 im nordenglischen Newcastle upon Tyne geboren.
Er zog 1974 nach London und studierte von 1977 bis 1980 Kunst am Hornsey College of Art, wo unter anderem Stuart Goddard und Mike Barson zu seinen Kommilitonen gehörten. Während seines Studiums spezialisierte sich Watson auf die Fotografie. Im Anschluss wirkte er als Assistent der Fotografen Red Saunders und Gered Mankowitz.
Nachdem David Hepworth, Redakteur der Musikzeitschrift Smash Hits, einige Fotos von Watson für die Band Madness gesehen hatte, engagierte er ihn für das Magazin. Watson stieg dort zum hauptverantwortlichen Fotografen auf und verantwortete in dieser Funktion zahlreiche Titelbilder des Heftes. Bei Smash Hits lernte er auch Neil Tennant kennen, der dort als Musikredakteur tätig war.
Als Tennant und Chris Lowe die Pet Shop Boys gründeten, begleite Watson ihre Karriere von Anfang an. Watson führte 1983 das erste Fotoshooting mit den beiden Musikern durch, dessen Bilder später für das erste Schallplattencover der Single West End Girls verwendet wurde. Nach der Aufnahme von West End Girls spielte Watson das Stück einem A&R-Manager bei Epic Records vor, der der Band daraufhin ihren ersten Plattenvertrag anbot. Auch bei den ersten Musikvideos der Band übernahm Watson die Regie. Laut Tennant prägte Watson in dieser frühen Phase maßgeblich den visuellen Stil der Pet Shop Boys, der die Band in erster Linie „unglamourös“ und „ungeschminkt“ zeigen sollte. 1986 verließ er Smash Hits und fokussierte sich auf seine Tätigkeit als Musikvideo-Regisseur und Fotograf der Pet Shop Boys. Seine Fotos wurden auf den Coverbildern der Alben Please und Behaviour sowie zahlreicher Singles der Band verwendet.
Watsons Fotografien wurden außerdem ab Anfang der 1980er Jahre auf fast 200 weiteren Schallplattencovern anderer Künstler genutzt, darunter Orchestral Manoeuvres in the Dark, Madness, Paul Young, A Flock of Seagulls, The Jam, Musical Youth, Gary Moore, Kajagoogoo, Fiction Factory, The Undertones, Frankie Goes to Hollywood, Eurythmics, Spandau Ballet, Depeche Mode, Mantronix oder UB40.
Neben Musikvideos drehte er auch einige Fernseh-Werbespots. Anfang der 1990er Jahre zog er sich von der Regie-Arbeit zurück und war nur noch als Fotograf tätig. Er unterrichtete Fotografie am Rye College.
Watson lebte zuletzt mit seiner Familie im südenglischen Rye, East Sussex. Im März 2012 starb er dort im Alter von 56 Jahren an einem Herzinfarkt. Er hinterließ seine Lebensgefährtin sowie einen Sohn und eine Tochter.

## Musikvideos (Auswahl)
- 1985: Pet Shop Boys – Opportunities (Let’s Make Lots of Money) – Version 1
- 1985: Pet Shop Boys – West End Girls
- 1986: Pet Shop Boys – Love Comes Quickly
- 1986: Pet Shop Boys – Suburbia
- 1987: Pet Shop Boys – What Have I Done to Deserve This?
- 1988: Sam Brown – Walking Back to Me
- 1988: Pet Shop Boys – Domino Dancing
- 1988: Pet Shop Boys – Left to My Own Devices
- 1988: Samantha Fox – Love House
- 1988: Rod Stewart – Forever Young
- 1989: Sam Brown – Stop!
- 1989: Holly Johnson – Americanos
- 1989: Pet Shop Boys – It's Alright
- 1990: Pet Shop Boys – So Hard
- 1991: Pet Shop Boys – Jealousy
- 1991: Pet Shop Boys – DJ Culture